# 新加坡立法局
新加坡立法局（英語：Legislative Council of Singapore）存在於1948年至1955年間，是新加坡在英國殖民地時期的立法機關，協助新加坡總督制定法律。
第二次世界大戰完結後，英國國會在1946年通過《海峽殖民地（廢除）法令》，正式解散海峽殖民地，並向新加坡賦予皇家殖民地的地位，新加坡即著手籌備設立新加坡立法局以取來原來的海峽殖民地立法局。但在1946年至1948年間，當局只參考臨時軍政府時期設立新加坡諮詢委員會作為過渡手段，到1948年才正式設立新加坡立法局，並同時首度引入民選議席。1955年，《林德憲法》生效，新加坡立法局最終被新成立的新加坡立法議會取代。